# UTC−11:30

## Текст заголовка
UTC-11:30 — часова зона, яка використовувалася у країнах Океанії у 1911 — 1978 роках. Літній час тут не використовувався.
Літерні позначення: SAMT, NUT, Y†

## Використання
Зараз не використовується

## Історія використання

### Як стандартний час
- Нова Зеландія - част.:
  -  Ніуе — 1 січня 1950 — 30 вересня 1978
- США - част.:
  -  Американське Самоа — 1 січня 1911 — 31 грудня 1949
- Самоа — 1 січня 1911 — 31 грудня 1949